# Francisco Ceinos
Francisco Ceinos (* um 1500 in Spanien; † nach 1568) war ein spanischer Jurist und Kolonialverwalter, der interimistisch als Vizekönig von Neuspanien amtierte.

## Leben

### Herkunft und Karriere in Europa
Ceinos stammte aus Spanien und musste juristische Erfahrung als Richter bewiesen haben, bevor König Karl V. ihn an die Real Audiencia nach Mexiko berief.

### Amtszeit an der Audiencia von Mexico
Die erste Audiencia in Neuspanien, die 1529 ihre Tätigkeit unter der Leitung von Nuño de Guzmán aufnahm, entsprach nicht den moralischen und juristischen Anforderungen. Die Richter wurden bald wieder abgesetzt und wegen ihrer Willkürurteile und ihrer Grausamkeit bestraft.
Der Indienrat berief eine zweite Audiencia unter dem Vorsitz von Sebastián Ramírez de Funleal. Weitere Oidores waren neben Ceinos noch Alonso de Maldonado, Juan Salmerón und Vasco de Quiroga.
Den Richtern dieser Audiencia wurde bescheinigt, gerecht und klug zu urteilen – besonders gegenüber der einheimischen Bevölkerung, die der Willkür der Conquistadores ausgesetzt war.

### Amtszeit als Vizekönig
Ceinos amtierte über dreißig Jahre lang als Mitglied der Audiencia. Als Vizekönig Luis de Velasco 1564 starb, übernahm er als (dienst-)ältester Oidor vorübergehend die Herrschaft über das Vizekönigreich bis zur Ankunft des Nachfolgers aus Spanien.
1566 änderte Spanien die Rechtslage im Lehenssystem der Encomienda – die Lehensnehmer konnten ihre äußerst lukrativen Betriebe nach ihrem Tod nicht mehr nach eigenem Gutdünken vererben, sondern sie fielen wieder an die Krone zurück. Dies erregte den Unmut der Kolonisten.
Die Audiencia witterte eine Verschwörung hochrangiger Spanier – darunter zweier Söhne des Eroberers Hernán Cortés. Die Richter fürchteten, die erzürnten Lehensnehmer würden die Unabhängigkeit von der spanischen Krone anstreben, um Mexiko selbst (und auf eigene Rechnung) zu beherrschen.
Ceinos wappnete sich für einen Bürgerkrieg; er ließ Soldaten postieren und richtete Kanonen auf die Straßen von Mexiko-Stadt. Die Audiencia unter dem Vorsitz von Francisco Ceinos verhaftete zahlreiche Spanier und verurteilte mehrere vermeintliche Verschwörer, darunter Martín Cortés und Luis Cortés, zum Tode.
Ehe das Urteil vollstreckt wurde, war der neue Vizekönig Gastón de Peralta in Veracruz gelandet. Er nahm die Todesstrafe zurück und ließ die Cortés-Söhne nach Spanien bringen.

### Konflikt mit Vizekönig Peralta
Ceinos übergab Gastón de Peralta die Amtsgeschäfte. Die Milde, die Peralta gegen die Verurteilten walten ließ, machte die Audiencia misstrauisch. Sie gewannen die Überzeugung, dass auch Peralta heimlich gegen den König opponierte. Sie versuchten, seiner habhaft zu werden – der Vizekönig aber entzog sich der Verhaftung durch einen Umzug nach Metrópoli. Die Oidores formulierten ihre Vorwürfe in einem Klagebrief, den sie nach Spanien an die Krone entsandten.
Der König – inzwischen war Karl V. gestorben und Philipp II. auf dem Thron – schickte zwei Revisoren, die den Fall untersuchen sollten. Die Revisoren, Alonzo de Muñoz und Luis Carrillo, enthoben Peralta des Amtes und sandten ihn nach Spanien, um sich dort zu verantworten. (Er wurde später freigesprochen und rehabilitiert.)
Vorübergehend führten die beiden Revisoren die Amtsgeschäfte. Im April 1568 erreichten allerdings Befehle aus Spanien die beiden, die sie – gemeinsam mit dem abgesetzten Vizekönig – nach Spanien zurückbeorderten. Die Verwaltung des Vizekönigreichs sollten sie bis zur Ankunft des neuen Vizekönigs in die Hände der Audiencia legen.
So amtierte Ceinos als Dekan der Audiencia für ein weiteres halbes Jahr interimistisch als Vizekönig, bis Martín Enríquez de Almansa im November 1568 sein Amt antrat.
Über den weiteren Lebensweg Francisco Ceinos' ist nichts bekannt.